# Тасавак (язык)
Тасавак (туарег. Tesăwăq, также изв. как Ingelshi) — северо-сонгайский язык, распространенный в общине, населяющей Ин-Галль, Нигер.
Близкородственный диалект Emghedeshie использовался в Агадесе, но на данный момент считается вымершим.
Как многие другие северо-сонгайские языки, испытал влияние соседних туарегских языков. 